# Patak
Patak es un pueblo ubicado en el condado de Nógrád, Hungría.

## Superficie
Posee una superficie de 16,15 kilómetros cuadrados.

## Demografía
Hasta 2021 la población era de 980 habitantes, con una densidad de población de 60,68 habitantes por kilómetro cuadrado.